# 스위니관박쥐
스위니관박쥐(Rhinolophus swinnyi)는 관박쥐과에 속하는 박쥐의 일종이다. 앙골라와 콩고, 모잠비크, 남아프리카공화국, 탄자니아, 잠비아, 짐바브웨에서 발견된다. 자연 서식지는 아열대 또는 열대 기후 지역의 습윤 산지림, 건조 사바나 지역, 동굴, 지하 서식지(동굴 외)이다. 서식지 감소로 위협을 받고 있다.

## 특징
작은 박쥐로 전체 몸길이가 60~95mm이고 전완장이 40~44mm, 꼬리 길이가 16~30mm이다. 발 길이는 8~9mm, 귀 길이는 15~20mm, 몸무게는 최대 8.3g이다. 털은 짧고 부드럽다. 등 쪽은 밝은 회색부터 연한 갈색까지 다양하지만 배 쪽은 좀더 밝고 희거나 크림색을 띤다. 귀는 비교적 짧다. 잎코는 삼각형 모양의 피침형이다.

## 생태
폐광이나 동굴의 가장 어두운 곳에 혼자 또는 최대 5마리까지 무리를 지어 은신한다. 벽에 달라붙어 매달릴 수도 있다. 부시벨트관박쥐와 같은 장소에서 생활하기도 한다. 나방과 딱정벌레, 흰개미 등을 먹지만 드물게 울창한 숲에서 풍뎅이와 파리, 귀뚜라미 등을 포식하기도 한다. 말라위와 짐바브웨에서 11월초에 새끼를 밴 암컷이 포획된다. 한 번에 한 마리의 새끼를 낳는다.

## 분포 및 서식지
콩고 민주 공화국 서부와 남부, 탄자니아 중부, 잔지바르, 잠비아, 모잠비크 남서부, 짐바브웨, 남아프리카공화국 북동부와 동부 지역에 널리 분포한다. 해발 최대 1,642m 이내의 삼림 사바나 지대와 미옴보 숲, 산지림에서 서식한다.